# Antiche unità di misura del circondario di Aquila degli Abruzzi

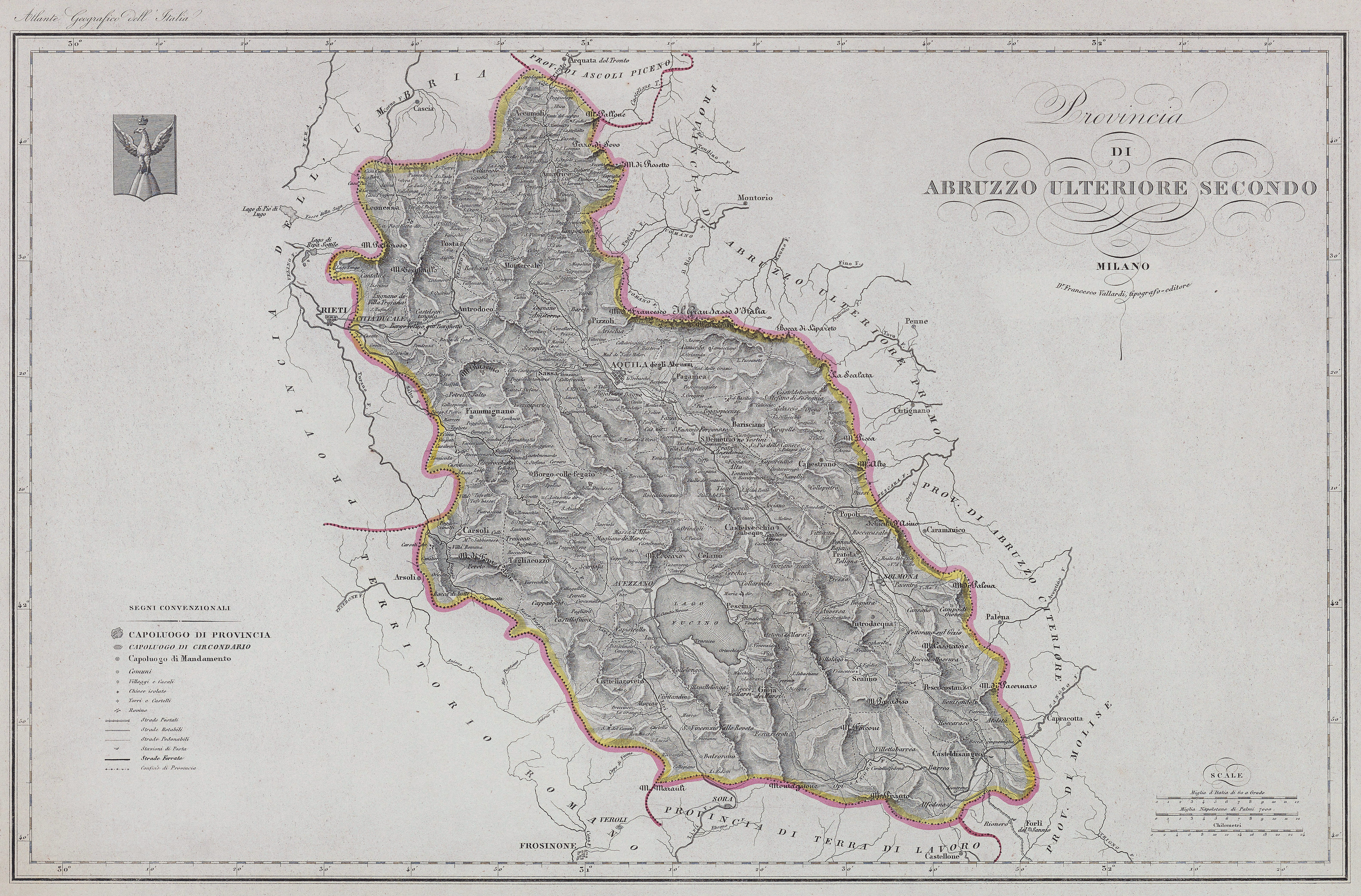
Abruzzo Ulteriore Secondo, 1868 circa

Sono qui riportate le conversioni tra le antiche unità di misura in uso nel circondario di Aquila degli Abruzzi e il sistema metrico decimale, così come stabilite ufficialmente nel 1877; non si riportano le unità di misura e di peso stabilite con la riforma del 1840, rese uniformi nell'intero Regno di Napoli.
Nonostante l'apparente precisione nelle tavole, in molti casi è necessario considerare che i campioni utilizzati erano di fattura approssimativa o discordanti tra loro.

## Misure di lunghezza
Nel 1877, oltre alle unità ufficiali del 1840, sono indicate in uso alcune misure abusive.
| Comuni         | Denominazione | Valore   | Unità |
| -------------- | ------------- | -------- | ----- |
| Tutti i comuni | Canna         | 2,109360 | m     |
| Tutti i comuni | Passo         | 1,845690 | m     |
| Tutti i comuni | Palmo         | 0,263670 | m     |

Per le misure anteriori al 1840, il passo si divide in 7 palmi, il palmo in 12 once, l'oncia in 5 minuti.
8 palmi fanno una canna. 10 palmi fanno una pertica. 10 passi fanno una catena. 100 catene fanno il miglio.
Come base delle misure agrarie si usavano nei diversi comuni passi da terra di palmi 8, 9, 10, 13, 13 1/3, 13 5/12, 14, 14 2/3, 15 5/6, 16 1/5, 18 2/3, 18 81/100, 19, 19 1/3, 20.

## Misure di superficie
Nel 1877, oltre alle unità ufficiali del 1840, sono indicate in uso alcune misure abusive.
| Comuni | Denominazione                                        | Valore   | Unità |
| --- | ---------------------------------------------------- | -------- | ----- |
| Tutti i comuni | Palmo quadrato                                       | 0,069522 | m²    |
| Aquila degli Abruzzi, Bagno, Ocre, Roio Piano, Camarda, Rocca di Cambio, Rocca di Mezzo, Carapelle, Pizzoli, Tione, Cagnano Amiterno, Calascio, Paganica, Poggio Picenze, Acciano, S. Stefano di Sessanio, Caporciano, Goriano Valli, Fagnano Alto, Fossa, Sassa, S. Demetrio ne' Vestini, Villa S. Angelo, Preturo, Barete, Prata d'Ansidonia, Arischia, Montereale | Coppa di 50 destri quadrati di palmi 13 1/3 di lato  | 617,97   | m²    |
| S. Pio delle Camere, Fontecchio | Coppa di 50 passi quadrati di palmi 10 di lato       | 347,61   | m²    |
| Lucoli | Coppa di 50 destri quadrati di palmi 8 di lato       | 222,47   | m²    |
| Capestrano, Colle Pietro | Coppa di 50 passi quadrati di palmi 14 di lato       | 681,31   | m²    |
| Navelli | Coppa di 50 passi quadrati di palmi 14 2/3 di lato   | 747,75   | m²    |
| Ofena | Coppa di 100 passi quadrati di palmi 9 di lato       | 563,13   | m²    |
| Castel di Ieri, Castelvecchio Subequo | Coppa di 20 passi quadrati di palmi 19 1/3 di lato   | 519,71   | m²    |
| Goriano Sicoli | Coppa di 20 canne quadrate di palmi 18,81 di lato    | 491,96   | m²    |
| Gagliano Aterno | Coppa di 20 canne quadrate di palmi 19 di lato       | 501,95   | m²    |
| Secinaro | Coppa di 20 passi quadrati di palmi 18 2/3 di lato   | 484,49   | m²    |
| Sant'Eusanio Forconese | Coppa di 50 destri quadrati di palmi 13 5/12 di lato | 625,72   | m²    |
| Campotosto, Barisciano | Coppa di 50 destri quadrati di palmi 13 di lato      | 587,46   | m²    |
| Capitignano | Coppa di 50 destri quadrati di palmi 20 di lato      | 1390,44  | m²    |
| Bussi | Coppa di 50 canne quadrate di palmi 16 1/5 di lato   | 1186,55  | m²    |
| Castel del Monte | Coppa di 25 canne quadrate di palmi 15 5/6 di lato   | 435,72   | m²    |
| Tornimparte | Coppa di 50 destri quadrati di palmi quadrati 666,66 | 2317,37  | m²    |
| Scoppito | Coppa di 50 destri quadrati di palmi quadrati 675    | 2346,36  | m²    |

La Canna quadrata prima del 1840 era di soli 64 Palmi quadrati.

## Misure di volume
Nel 1877, oltre alle unità ufficiali del 1840, sono indicate in uso alcune misure abusive.
| Comuni         | Denominazione | Valore | Unità |
| -------------- | ------------- | ------ | ----- |
| Tutti i comuni | Palmo cubo    | 18,331 | L     |

Secondo l'uso anteriore al 1840 mille palmi cubi fanno una pertica cuba, e 512 palmi cubi fanno la canna cuba.
La canna di costumanza per le fabbriche equivale ad un quarto di canna abusiva cuba.
La canna per la legna da fuoco di 256 palmi cubi abusivi equivale a mezza canna abusiva cuba.
Palmi cubi abusivi 9 1/3 fanno la soma per l'arena che si divide in 7 cofani.

## Misure di capacità per gli aridi
Nel 1877, oltre alle unità ufficiali del 1840, sono indicate in uso alcune misure abusive.
| Comuni         | Denominazione | Valore  | Unità |
| -------------- | ------------- | ------- | ----- |
| Tutti i comuni | Tomolo        | 55,3189 | L     |

Il tomolo, tanto prima che dopo il 1840, si divide in 24 misure.

## Misure di capacità per i liquidi
Nel 1877, oltre alle unità ufficiali del 1840, sono indicate in uso alcune misure abusive.
| Comuni | Denominazione          | Valore   | Unità |
| --- | ---------------------- | -------- | ----- |
| Aquila degli Abruzzi, Bagno, Ocre, Boio Piano, Camarda, Paganica, Calascio, Bissi, Barisciano, Poggio Picenze, San Pio delle Camere, Ofena, S. Stefano di Sessanio, Caporciano, Carapelle, Navelli, Acciano, Tione, Goriano Valli, Fagnano Alto, Fontecchio, Preturo, Prata d'Ansidonia, Scoppito, S. Demetrio ne' Vestini, Villa S. Angelo, Arischia, Cagnano Amiterno, Fossa, Tornimparte | Barile di 60 caraffe   | 38,5730  | L     |
| Aquila degli Abruzzi, Bagno, Ocre, Boio Piano, Camarda, Paganica, Calascio, Bissi, Barisciano, Poggio Picenze, San Pio delle Camere, Ofena, S. Stefano di Sessanio, Caporciano, Carapelle, Navelli, Acciano, Tione, Goriano Valli, Fagnano Alto, Fontecchio, Preturo, Prata d'Ansidonia, Scoppito, S. Demetrio ne' Vestini, Villa S. Angelo, Arischia, Cagnano Amiterno, Fossa, Tornimparte | Caraffa di 24 once     | 0,642884 | L     |
| Collepietro | Salma di 122 caraffe   | 78,4318  | L     |
| Collepietro | Caraffa di 24 once     | 0,642884 | L     |
| Castelvecchio Subequo | Salma di 140 caraffe   | 105,0044 | L     |
| Castelvecchio Subequo | Caraffa di 28 once     | 0,750031 | L     |
| Gagliano Aterno | Barile di 80 caraffe   | 57,8596  | L     |
| Gagliano Aterno | Caraffa di 27 once     | 0,723244 | L     |
| Secinaro, Castel di Ieri, Goriano Sicoli | Salma di 160 fogliette | 120,0050 | L     |
| Secinaro, Castel di Ieri, Goriano Sicoli | Foglietta di 28 once   | 0,750031 | L     |
| Rocca di Cambio, Rocca di Mezzo | Barile di 60 caraffe   | 39,6445  | L     |
| Rocca di Cambio, Rocca di Mezzo | Caraffa di 24 2/3 once | 0,660742 | L     |
| Sant'Eusanio Forconese | Barile di 60 caraffe   | 46,6091  | L     |
| Sant'Eusanio Forconese | Caraffa di 29 once     | 0,776818 | L     |
| Sassa | Barile di 40 pinte     | 35,7158  | L     |
| Sassa | Pinta di un rotolo     | 0,892894 | L     |
| Campotosto | Salma di 40 boccali    | 83,9321  | L     |
| Campotosto | Boccale di once 78 1/3 | 2,098302 | L     |
| Capitignano | Barile di 62 caraffe   | 23,2510  | L     |
| Capitignano | Caraffa di 14 once     | 0,375016 | L     |
| Montereale | Caraffa di 24 once     | 0,642884 | L     |
| Capestrano | Foglietta di 12 once   | 0,321442 | L     |

I pesi indicati perle misure del vino sono quelli del volume di acqua distillata che dovevano contenere, e non servono che di nomenclatura distintiva.
| Comuni | Denominazione                              | Valore   | Unità |
| --- | ------------------------------------------ | -------- | ----- |
| Aquila degli Abruzzi, Bagno, Ocre, Roio Piano, Camarda, Paganica, Calascio, Navelli, Castel di Ieri, Castel del Monte, Poggio Picenze, Caporciano, Carapelle, Ofena, Acciano, Prata d'Ansidonia, Secinaro, Goriano Valli, Fagnano Alto, Fontecchio, Tione, Preturo, S. Demetrio ne' Vestini, Barete, Villa S. Angelo, Arischia, Cagnano | Cannata o metro di rotoli 21,6 = 19,246 kg | 21,0727  | L     |
| S. Pio dblle Camere, Bussi, S. Eusanio Forconese, Sassa, Barisciano, Scoppito, Capestrano, Capitignano | Foglietta di rotoli 0,36 = 0,321 kg        | 0,351211 | L     |
| Collepietro | Metro di rotoli 23,4 = 20,849 kg           | 22,8287  | L     |
| Fossa, Tornimparte | Caraffa di rotoli 0,72 = 0,642 kg          | 0,702423 | L     |
| Lucoli | Metro di rotoli 23,04 = 20,529 kg          | 22,4775  | L     |
| Campotosto | Calderola di rotoli 5,76 = 5,132 kg        | 5,619381 | L     |
| Goriano Sicoli | Caraffa di rotoli 0,84 = 0,748 kg          | 0,819493 | L     |
| Gagliano Aterno, Secinaro | Caraffa di rotoli 1 = 0,891 kg             | 0,975587 | L     |
| Montereale | Caraffa di rotoli 1,04 = 0,927 kg          | 1,014611 | L     |

I pesi indicati per le misure dell'olio sono quelli del volume di olio che devo in esso contenersi, giacché nel sistema metrico napoletano l'olio si misurava a peso e non a capacità.

## Pesi
| Comuni         | Denominazione | Valore  | Unità |
| -------------- | ------------- | ------- | ----- |
| Tutti i comuni | Rotolo        | 890,997 | g     |
| Tutti i comuni | Libbra        | 320,759 | g     |

Secondo la legge del 1840 cento rotoli fanno un cantaro; il rotolo è di once 33 1/3 e si divide in 1000 trappesi.
La libbra si divide in 12 once, l'oncia in 30 trappesi.
Secondo l'uso anteriore alla legge del 1840 cento libbre fanno un cantaro piccolo.
Secondo la varietà dei luoghi e delle merci si usano pure rotoli di Once 30, 36, 39, 42, 44, 48, 52 e 56.
Gli orefici dividono l'oncia in 30 trappesi ed il trappeso in 20 acini.
I gioiellieri dividono l'oncia in 130 carati, il carato in 4 grani, il grano in 16 sedicesimi.
I farmacisti dividono l'oncia in 10 dramme, la dramma in 3 scrupoli, lo scrupolo in 2 oboli, l'obolo in 10 acini o grani.
Dramme 1 1/2 formano il peso aureo.
40 rotoli fanno un peso per la calce.
4 rotoli fanno una decina, peso della lana.

## Territorio
Nel 1874 nel circondario di Aquila degli Abruzzi erano presenti 48 comuni divisi in 9 mandamenti.
- Aquila degli Abruzzi • Aquila degli Abruzzi, Bagno, Ocre, Roio Piano
- Barisciano • Barisciano, Calascio, Castel del Monte, Poggio Picenze, San Pio delle Camere, Santo Stefano di Sessanio
- Capestrano • Capestrano, Bussi, Caporciano, Carapelle, Collepietro, Navelli, Ofena
- Castelvecchio Subequo • Acciano, Castel di Ieri, Castelvecchio Subequo, Gagliano Aterno, Goriano Sicoli, Goriano Valli, Secinaro
- Montereale • Campotosto, Capitignano, Montereale
- Paganica • Camarda, Paganica
- Pizzoli • Arischia, Barete, Cagnano Amiterno, Pizzoli
- San Demetrio ne' Vestini • Fagnano Alto, Fontecchio, Fossa, Prata d'Ansidonia, Rocca di Cambio, Rocca di Mezzo, San Demetrio ne' Vestini, Sant'Eusanio Forconese, Tione, Villa Sant'Angelo
- Sassa • Lucoli, Preturo, Sassa, Scoppito, Tornimparte